# Cortinarius cumatilis
Cortinarius cumatilis (Elias Magnus Fries, 1838) din încrengătura Basidiomycota, în familia Cortinariaceae și de genul Cortinarius este o specie devenită destul de rară de ciuperci comestibile care coabitează, fiind un simbiont micoriza (formează micorize pe rădăcinile arborilor). O denumire populară nu este cunoscută. În România, Basarabia și Bucovina de Nord trăiește preponderent solitar pe sol umed, în păduri de conifere precum în cele mixte sub molizi și brazi, pe când variația hasii doar în cele de foioase pe lângă fagi. Apare de la câmpie la munte din (august) septembrie până în octombrie (noiembrie).

## Taxonomie

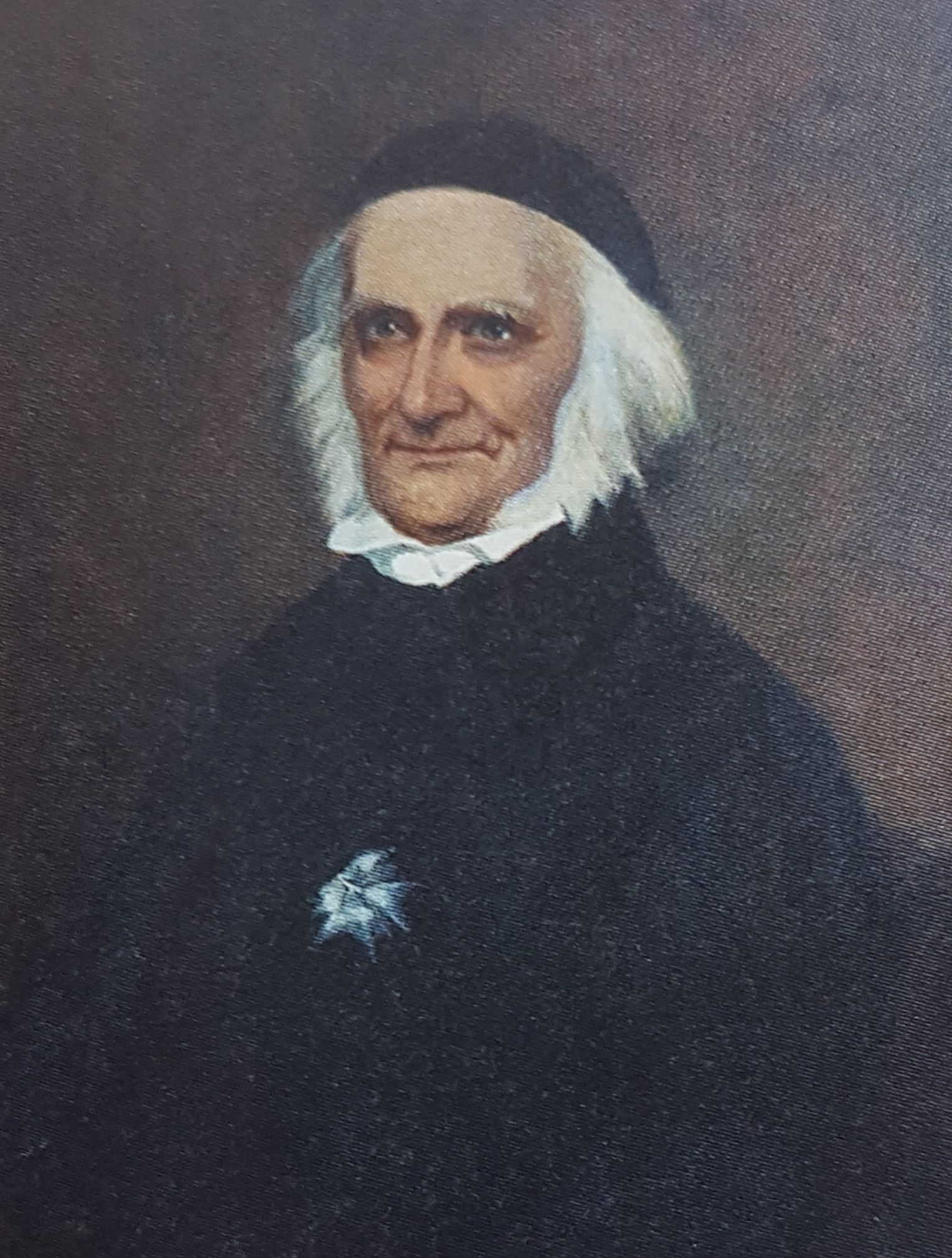
Elias M. Fries

Numele binomial Cortinarius cumatilis a fost determinat de renumitul micolog suedez Elias Magnus Fries, de verificat în cartea sa Epicrisis systematis mycologici, seu synopsis hymenomycetum din 1838, fiind, de asemenea, numele curent valabil (2022).
Taxoni obligatori sunt Gomphos cumatilis al micologului german Otto Kuntze din 1898 și cel al compatriotului său Ricken din 1915, anume Phlegmacium cumatile, ambii bazând pe descrierea lui Fries.
Variația Cortinarius cumatilis var. hasii descrisă în 1960 de renumitul micolog austriac Meinhard Michael Moser ca Phlegmacium cumatile var. hasii a fost acceptată pentru un anumit timp drept specie independentă
Epitetul specific este derivat din cuvântul de limba greacă veche (greacă veche κύμα=val al mării), datorită culorii cuticulei.

## Descriere

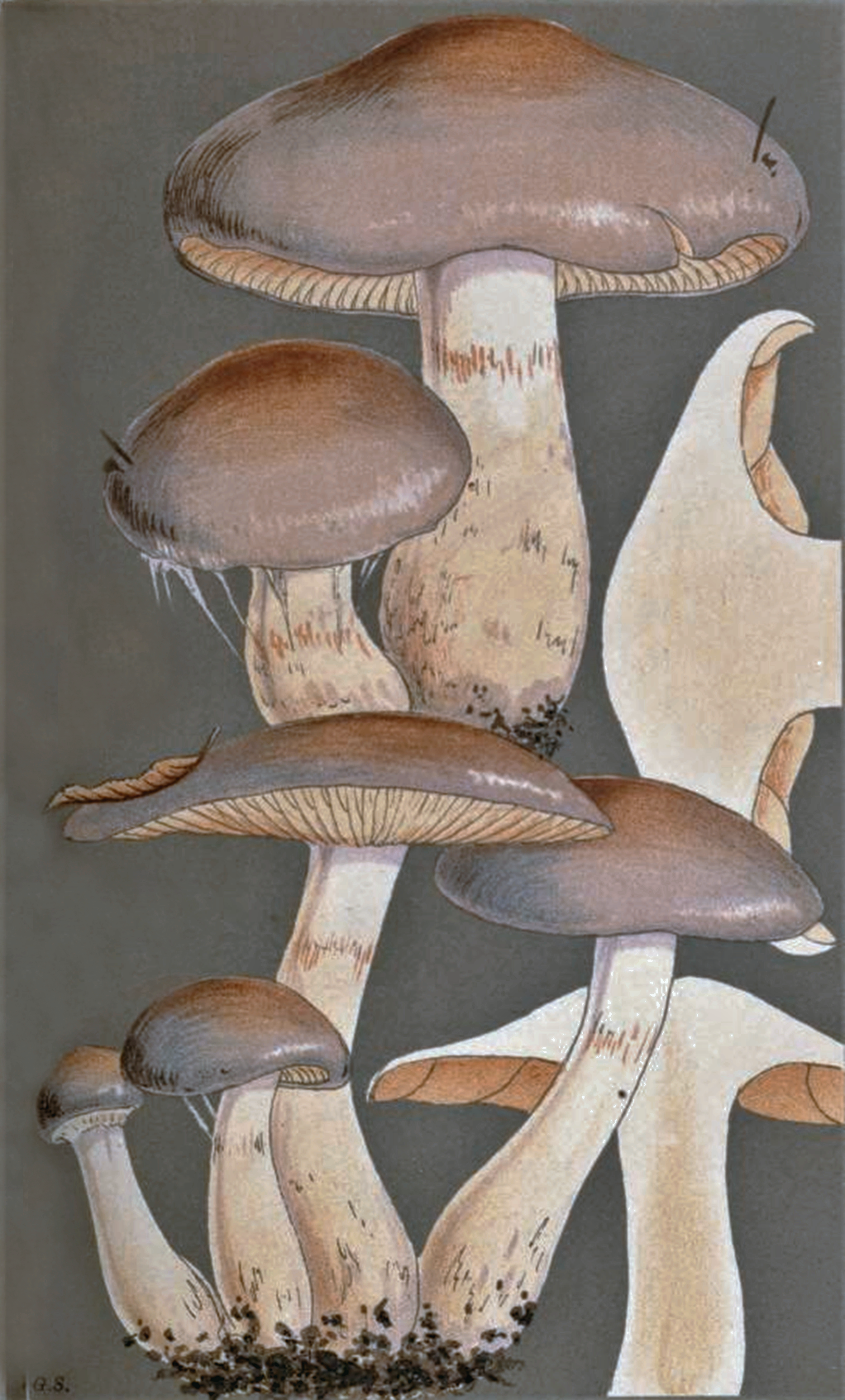
Cooke: Cortinarius cumatilis

- Pălăria: cărnoasă are un diametru între 6 și 15 cm, este la început boltită emisferic cu marginile răsucite înspre interior, apoi convexă până aplatizat convexă, iar la bătrânețe adâncită în centru cu marginea ondulată. Cuticula mătăsoasă până fin catifelată este învelită de un mucilagiu albastru violet și lipicios la vreme umedă. Coloritul este gri-albăstrui până albastru-violet cu tonuri de ocru-albastru, decolorându-se în vârstă ocru-gălbui spre centru.
- Lamelele: sunt subțiri, aglomerate, intercalate, bifurcate, și aderate bombat la picior, fiind învăluite în tinerețe de o cortină albă cu nuanțe violacee bătătoare la ochi, resturi ale vălului parțial. Coloritul inițial albicios cu o tentă liliachie devine cu timpul gri-brun până brun de argilă cu reflexe violete și în sfârșit ruginiu. Muchiile mai palide sunt zimțate și la bătrânețe ondulate.
- Piciorul: solid, umflat și plin pe dinăuntru are o lungime de 5-10 și o lățime de 1,5-2 cm (spre bază până la 3 cm), având o formă de măciucă, la bază uneori chiar bulboasă. Coaja adesea ceva lipicioasă cu fibre încarnate verticale mai închise are un colorit alb cu nuanțe violacee spre bază ocracee. Nu prezintă un inel.
- Carnea: este compactă, fermă, alb-murdară până  gri-albicioasă, spre vârf palid liliachie, spre bază de un ocru murdar. Nu se decolorează după tăiere. Mirosul este slab și plăcut, iar gustul blând, puțin dulcișor.[4][5]
- Caracteristici microscopice: are spori colorați ocru, îngust elipsoidali până la amigdaloizi și oarecum verucoși care măsoară 9,5-12 x 5,3-6,5 microni. Pulberea lor este brun-ruginie.

Basidiile clavate, cu cleme, poartă 4 sterigme fiecare, având o dimensiune de 25-25 x 8-11 microni. Cistidele (elemente sterile situate în stratul himenial sau printre celulele din pielița pălăriei și a piciorului, probabil cu rol de excreție) lipsesc.
- Reacții chimice: carnea se decolorează cu Azotat de argint după o jumătate de oră brun-roșiatic, cuticula cu acid sulfuric și Azotat de mercur (II) pe locurile ei violacee ocru-brun, cu hidroxid de potasiu ocru-brun deschis până brun închis și carnea cu tinctură de Guaiacum albastru-verzui.[12]

## Confuzii
Cortinarius cumatilis poate fi confundat ușor cu alte specii, de exemplu cu: Cortinarius alboviolaceus (necomestibil, în tinerețe cu lamele gri-violete, miros și gust de cartofi cruzi), Cortinarius anomalus (comestibil, de valoare scăzută), Cortinarius balteatus (tânăr comestibil),  Cortinarius caerulescens (necomestibil), Cortinarius camphoratus (necomestibil), Cortinarius cyanites (necomestibil, în tinerețe cu lamele albastru-violete, la bătrânețe brun-violete), Cortinarius iodes (comestibil, cu cuticulă mucoasă, în tinerețe cu lamele violete, carnea fiind albă, miros și gust neostentativ), Cortinarius praestans (comestibil), Cortinarius salor (comestibil, cu cuticulă mucoasă, în tinerețe cu lamele violete, carnea fiind albicioasă până gri-brună cu nuanțe de albastru, miros și gust neostentativ), Cortinarius traganus (otrăvitor), sau Cortinarius turmalis (necomestibil, miros ceva fistichiu ca de drojdie, de lapte acru, chiar de picioare fetide, gust blând).

## Specii asemănătoare în imagini

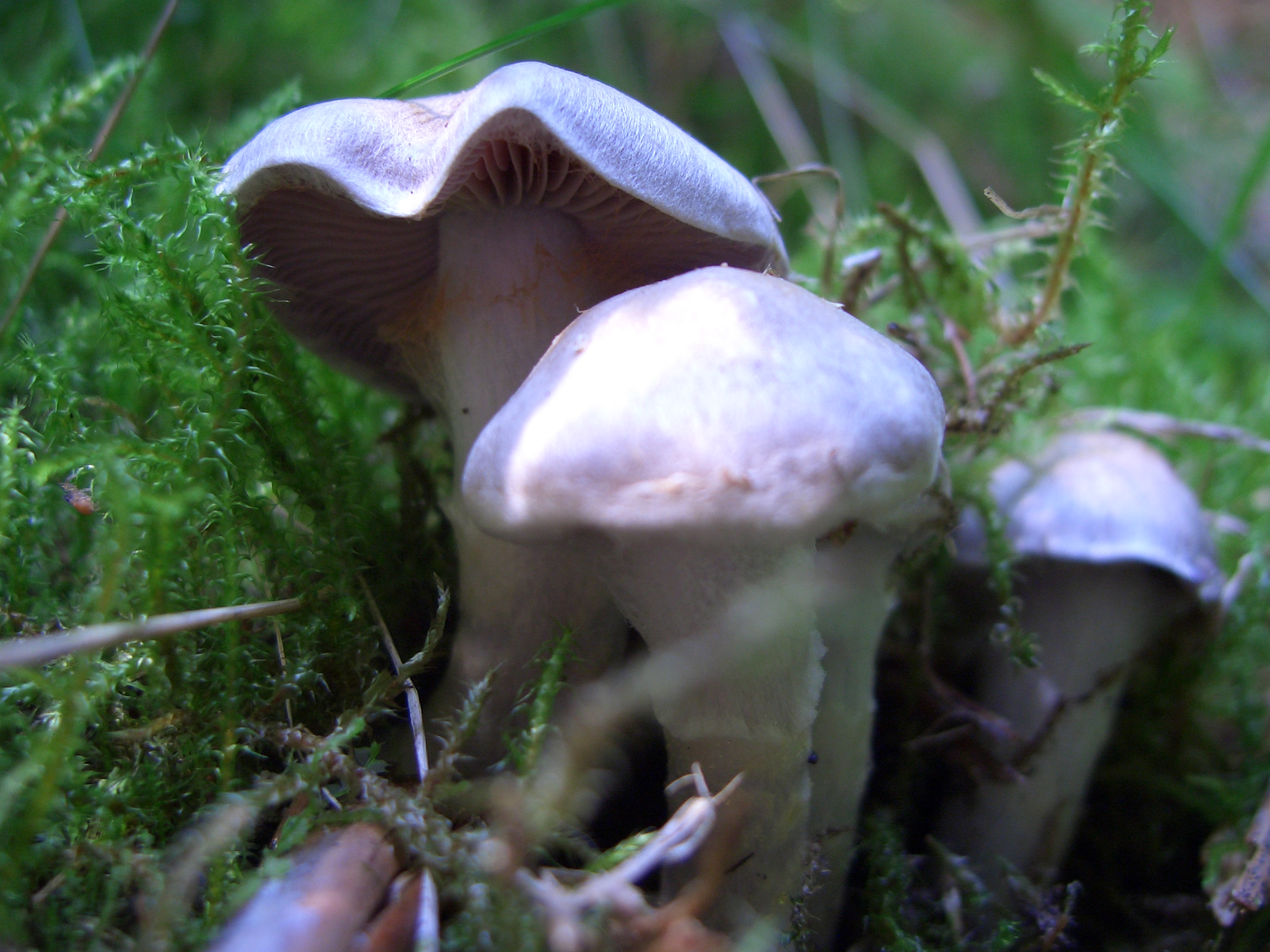
!Cortinarius-alboviolaceus!
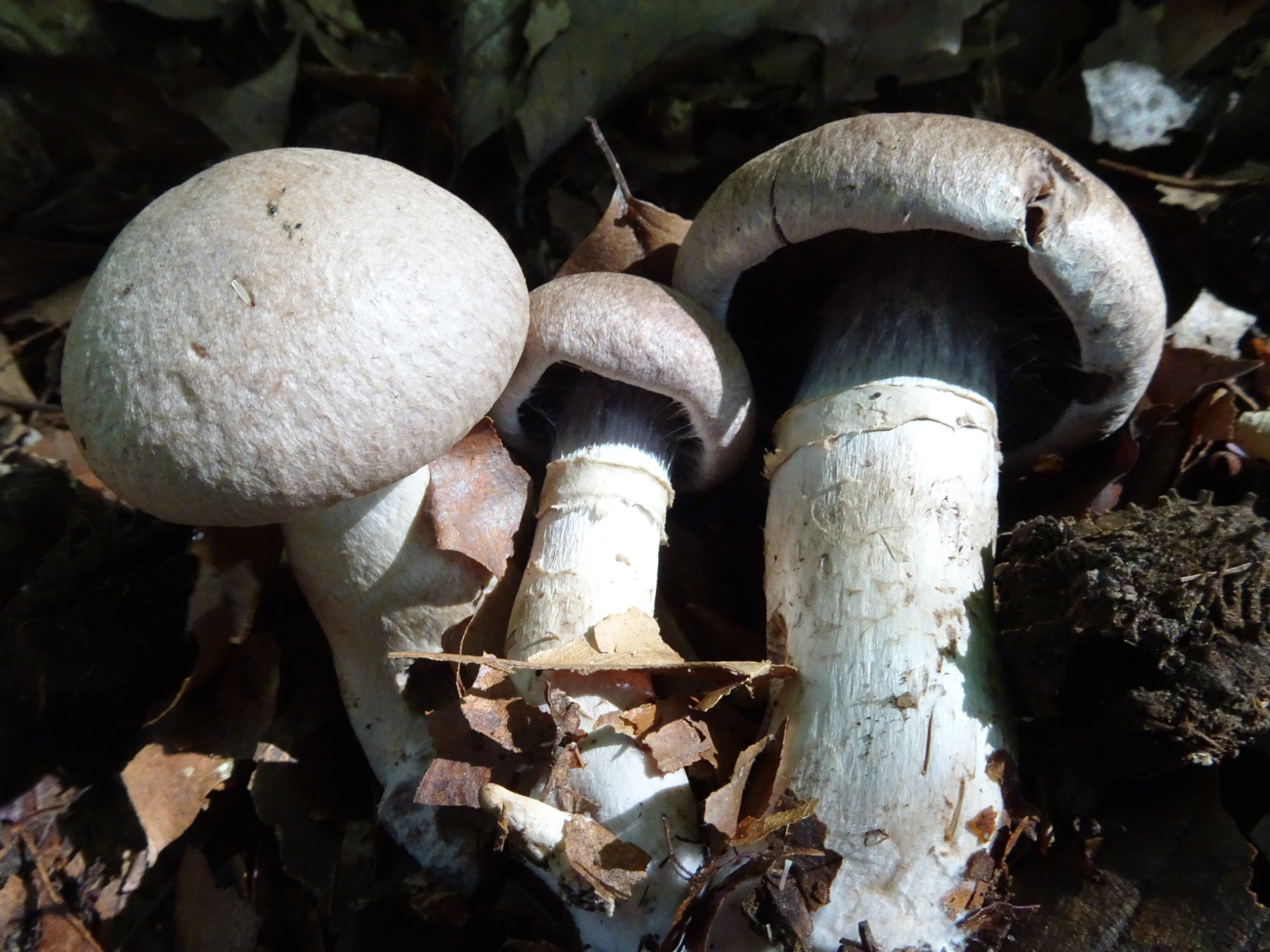
Cortinarius anomalus
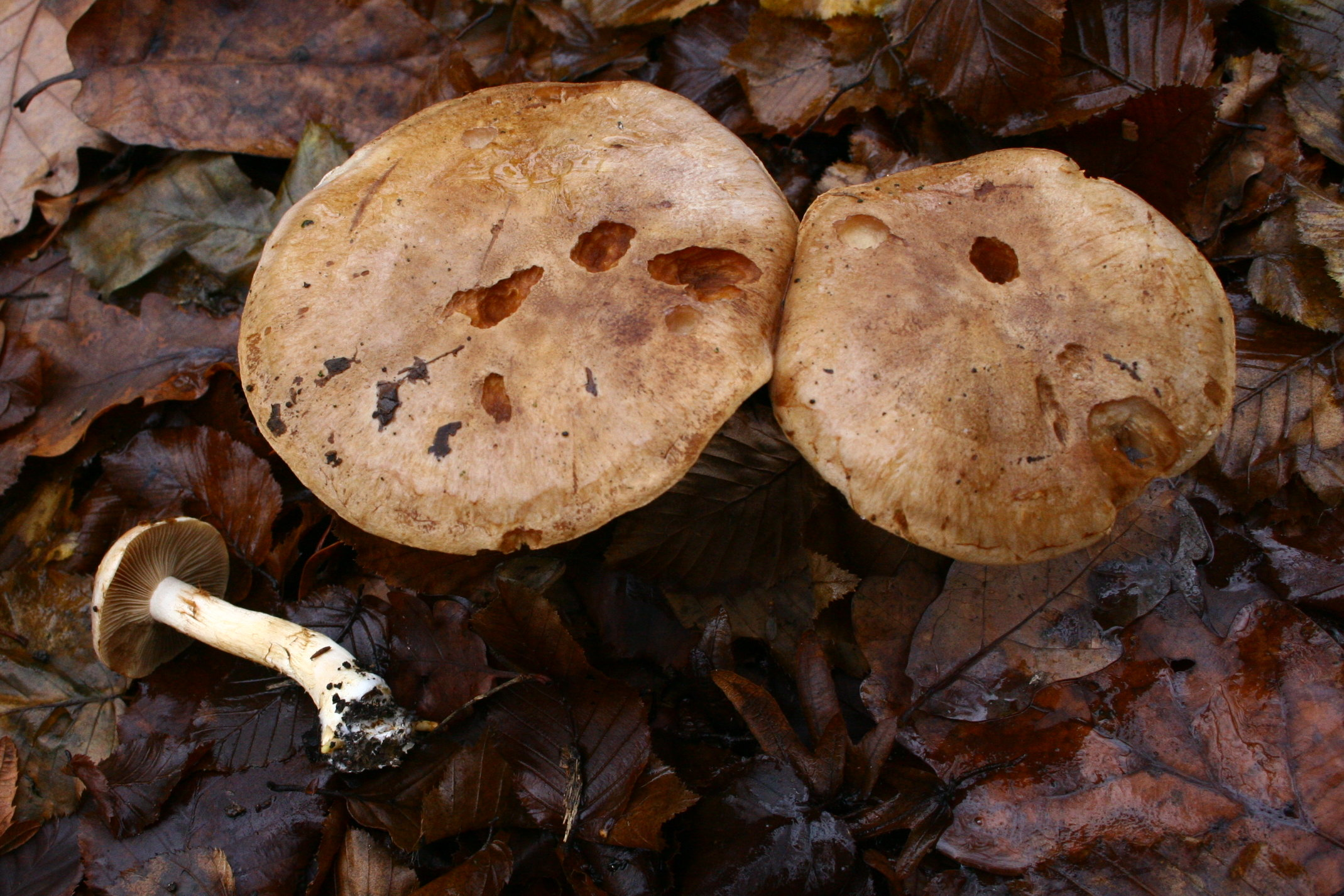
Cortinarius balteatus
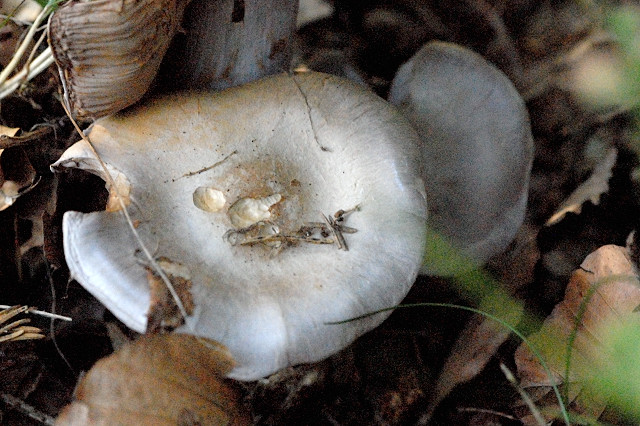
!Cortinarius caerulescens!
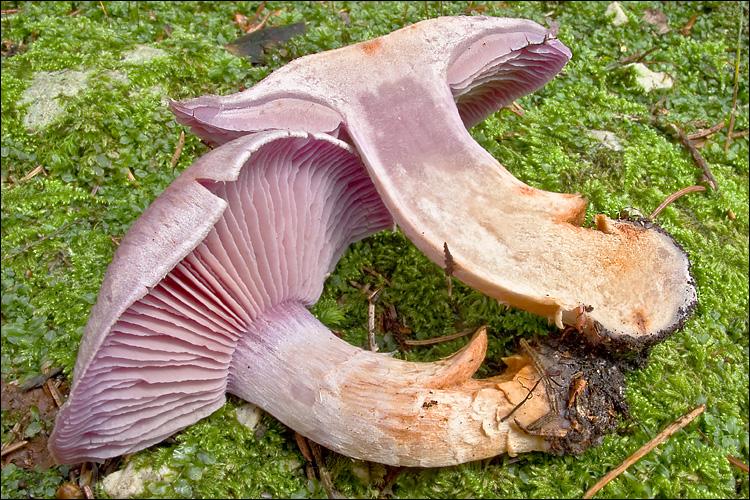
!Cortinarius camphoratus!
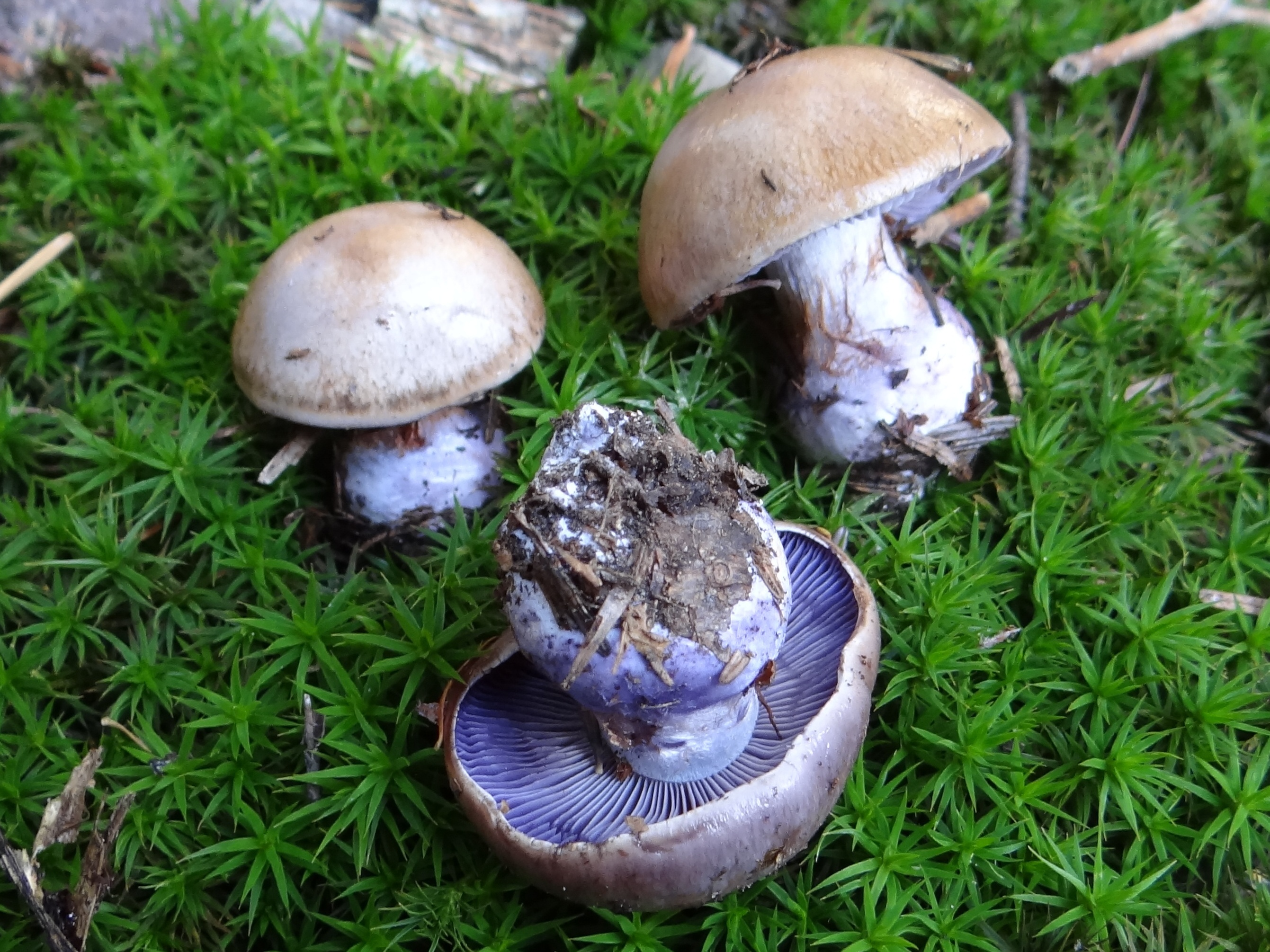
!Cortinarius cyanites!

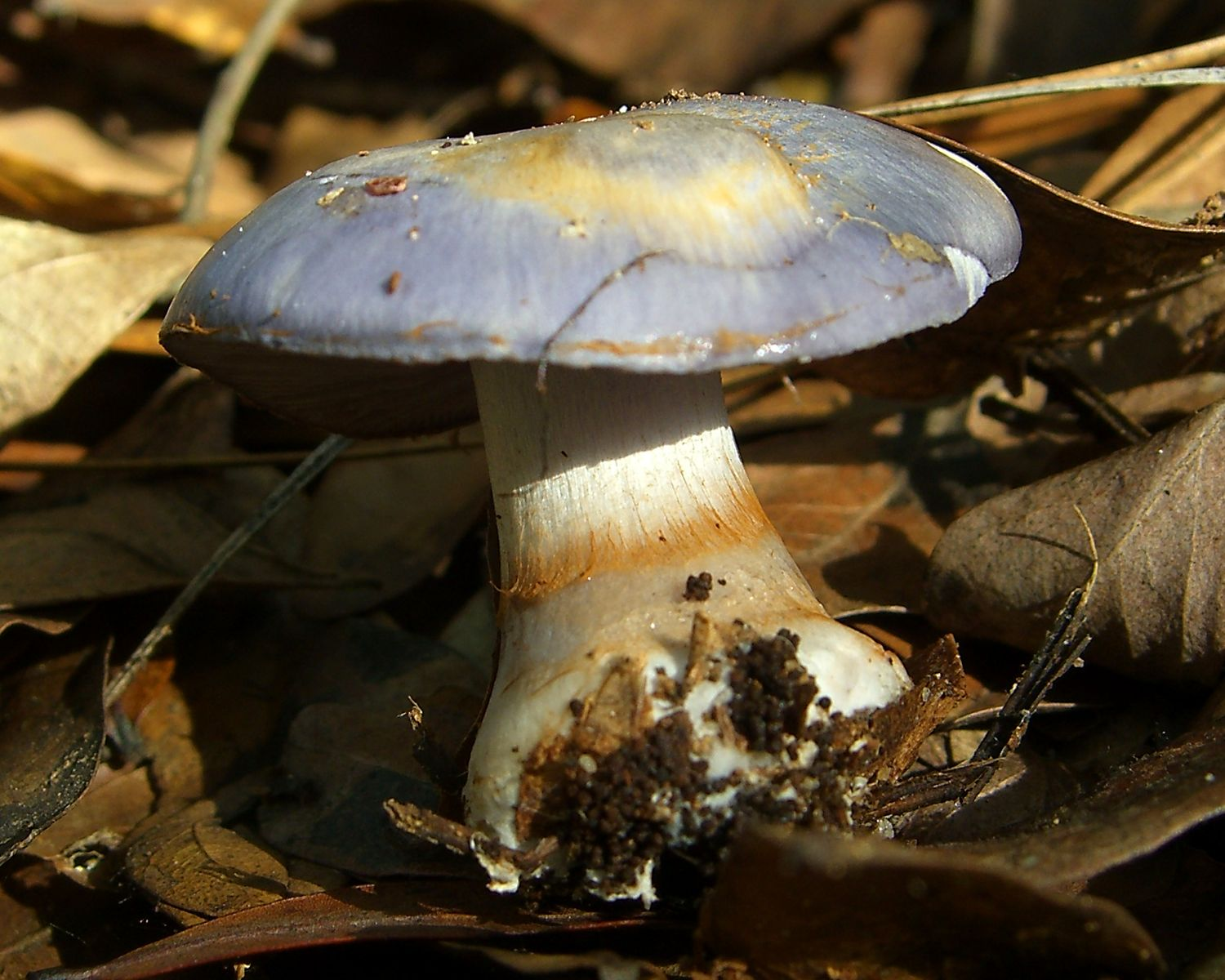
Cortinarius iodes
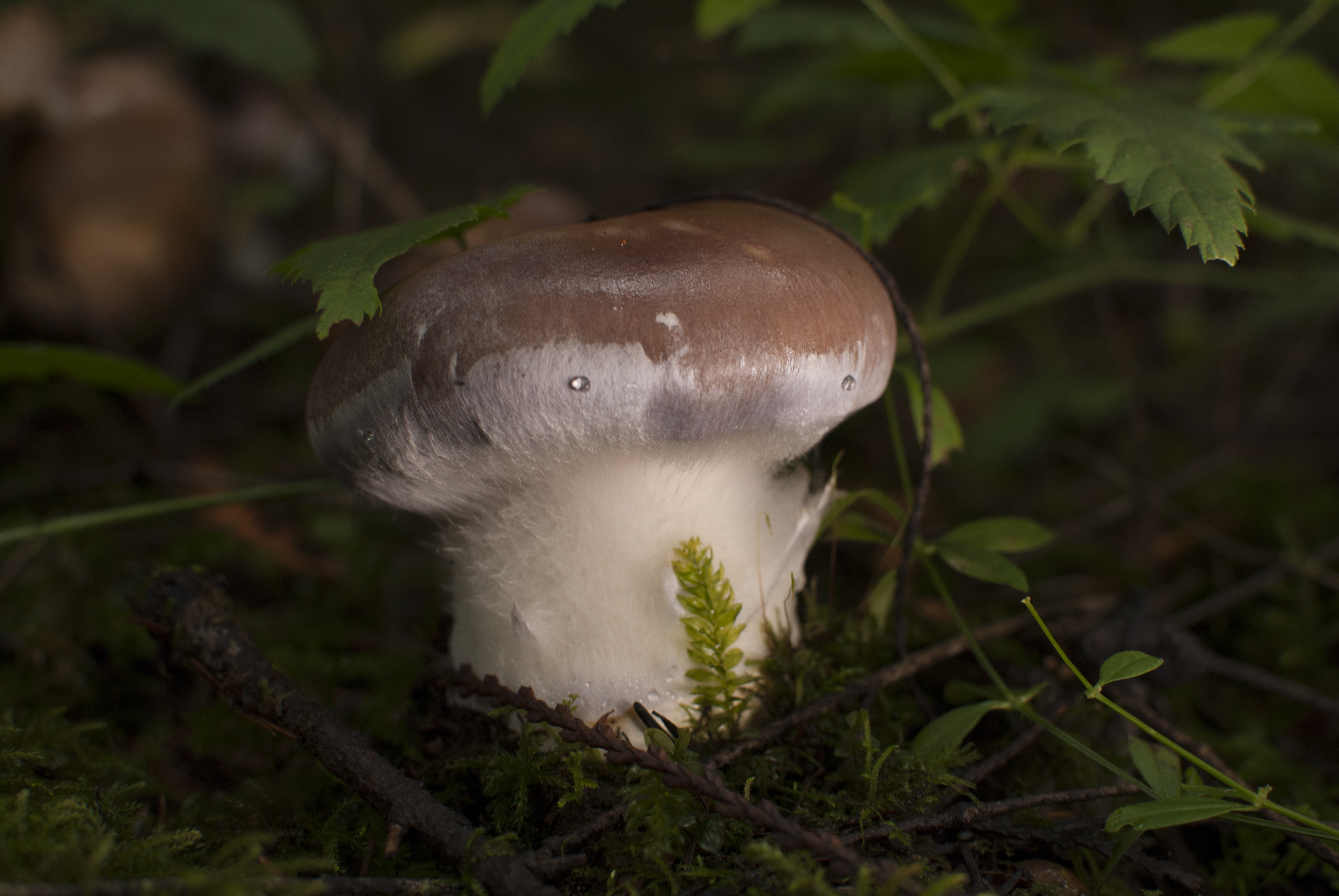
Cortinarius praestans
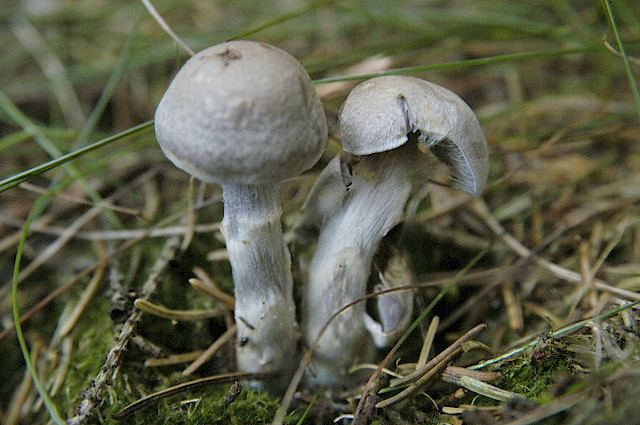
Cortinarius salor
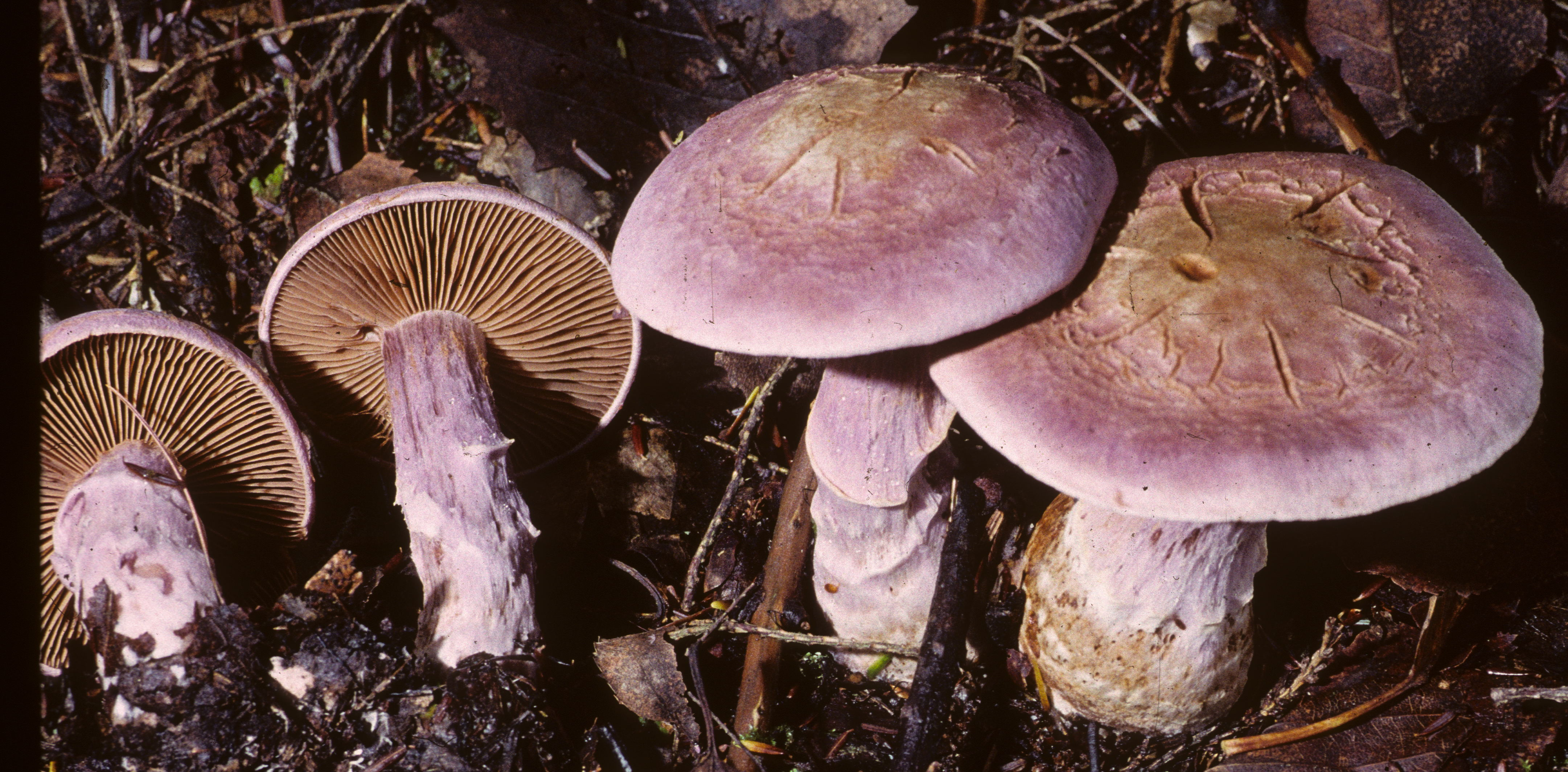
!!Cortinarius traganus!!
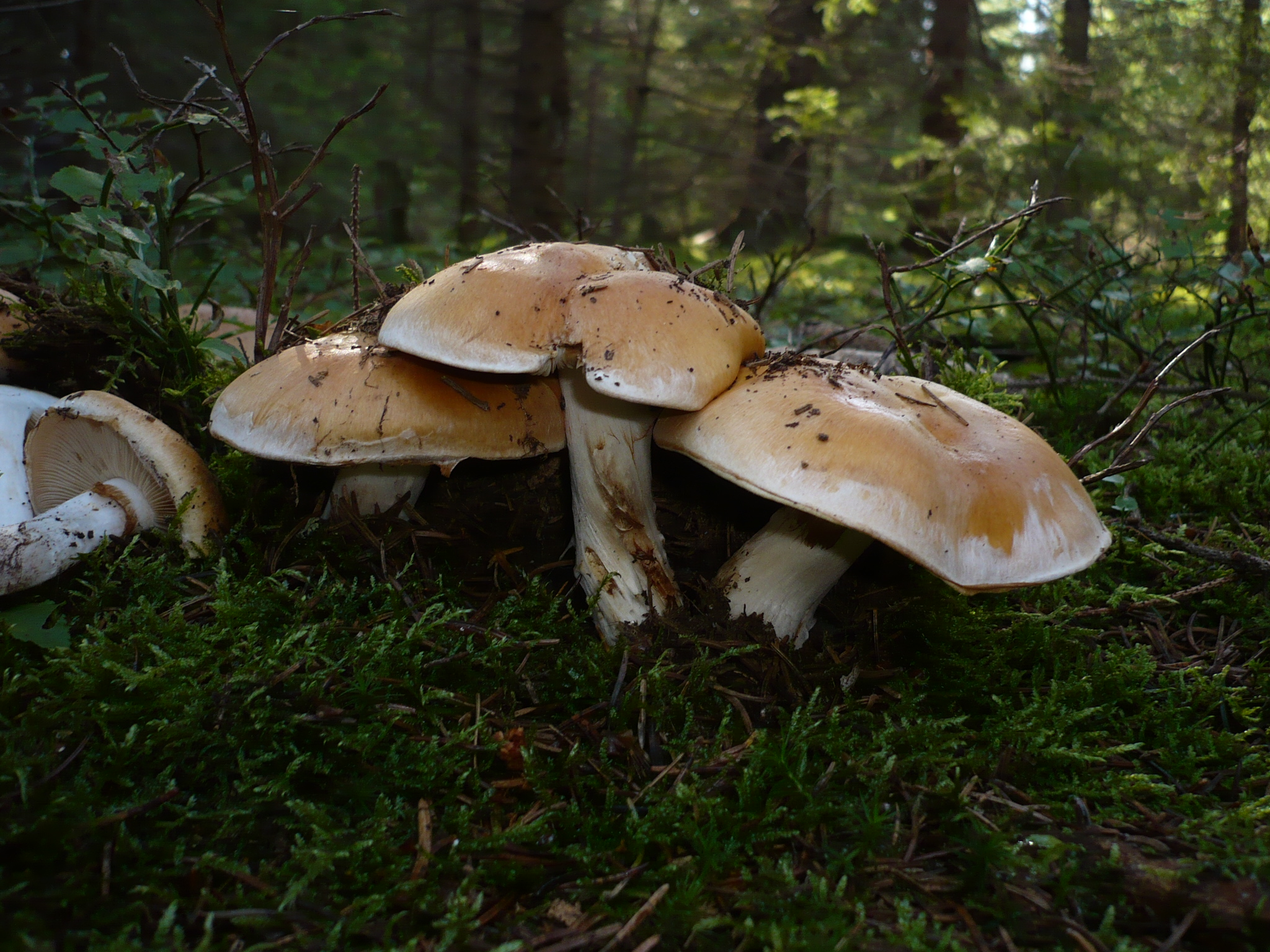
!Cortinarus turmalis!

## Valorificare
Cortinarius cumatilis este comestibil și savuros, dar nu chiar astfel de gustos ca faimosul Cortinarius praestans.